# Brooke Pratley
Brooke Pratley (Goulburn, 6 aprile 1980) è un'ex canottiera australiana.

## Palmarès

### Olimpiadi
- 1 medaglia:
  - 1 argento (Londra 2012 nel due di coppia)

### Mondiali
- 1 medaglia:
  - 1 oro (Eton 2006 nel due di coppia)